# Alexander Friedrich von Woldeck
Alexander Friedrich von Woldeck (né en février 1720 à Vehlow et mort le 5 octobre 1795 à Wesel) est un lieutenant général prussien, chef du régiment des fusiliers Woldeck qui porte son nom et chevalier de l'ordre Pour le Mérite ainsi que gouverneur de Wesel.

## Biographie

### Origine
Alexander Fridrich est issu de la famille noble d'Altmark von Woldeck et est le fils de Christoph von Woldeck (1667-1735) et de sa femme Hedwig von Weltzien (de) (1663-1725). Son frère Hans Christoph se lance dans une carrière militaire et atteint également le grade de lieutenant général.

### Carrière militaire
Woldeck est cadet prussien à Berlin à partir du 7 mai 1734 et est affecté au 25e régiment d'infanterie "Kalckstein à pied" en tant que caporal privé à la mi-décembre 1738. Il y est promu au grade de premier lieutenant. Au début de la guerre de Sept Ans en 1756, il devient capitaine, puis en 1762, major et commandant d'un bataillon de grenadiers composé de compagnies de grenadiers du 19e régiment d'infanterie margrave Charles et du 25e régiment d'infanterie Ramin. Il s'y distingue à diverses reprises. Auparavant, il a été blessé lors des batailles de Breslau et Kunersdorf, ainsi qu'à Freiberg. Le 8 janvier 1774, il reçoit la Pour le Mérite des mains du roi Frédéric II. En 1772, il devient lieutenant-colonel et colonel le 1er juin 1773. En 1782, il devient chef du régiment de fusiliers Lossow (de) à Minden, qui est nommé "Woldeck" en son honneur, puis "Jung-Woldeck" à partir de 1786. Le 23 mai 1782, il reçoit le grade de général de division. Le 20 mai 1789, il devient lieutenant général. En 1792, il quitte son régiment et devient gouverneur de Wesel avec un salaire de 2000 thalers. De plus, le roi lui décerne le Grand ordre de l'Aigle rouge. De plus, Woldeck est sénéchal de Rheinsberg depuis le 8 avril 1794.

### Famille
Woldeck se marie le 25 novembre 1780 à Berlin avec Luise Ernestine von Weltzien (de) (née le 12 septembre 1763 et morte le 28 octobre 1834). Quatre enfants sont nés de cette union :
- Sophie Margarethe Charlotte (née le 3 septembre 1781 à Berlin et morte en 1863) mariée en 1812 avec Johann Heinrich von Minutoli, lieutenant général prussien (né le 12 mai 1772 et mort le 16 septembre 1846)
- Philippine Amalie Wilhelmine Ernestine (née le 13 juillet 1783 à Minden)
- Johanna Franziska Karoline Antoinette Alexandrine (née le 10 juillet 1786 à Minden)
- Hans Christoph, militaire prussien[1]

Il est en conflit avec sa femme, mais il a bien pris son argent et l'utilise pour assainir le domaine de Gnewikow. Mais en 1791, il lui interdit d'y entrer. La veuve se remarie après la mort de son mari en 1801 avec Hans Friedrich von Weltzien (né le 7 novembre 1768 et mort le 6 février 1813) de la branche de Sammit,.